# Departamento de Loventué
Departamento de Loventué är en kommun i Argentina.   Den ligger i provinsen La Pampa, i den centrala delen av landet, 700 km väster om huvudstaden Buenos Aires.
Omgivningarna runt Departamento de Loventué är i huvudsak ett öppet busklandskap. Trakten runt Departamento de Loventué är nära nog obefolkad, med mindre än två invånare per kvadratkilometer.